# إدوارد سبنسر
إدوارد صمويل سبنسر (2 يناير 1893 - 17 يونيو 1973) هو مهندس مدني وسياسي في نيوفاوندلاند في كندا. مثل دائرة غراند فولز من عام 1949 إلى عام 1959، و دائرة بونافيستا نورث من عام 1959 إلى عام 1962 ودائرة فوجو من عام 1962 إلى عام 1966 في مبنى برلمان نيوفاوندلاند.
ولد في بلدة بيليز آيلاند وتلقى تعليمه الابتدائي في نيوفاوندلاند، حيث درس الهندسة في مدرسة المراسلة الدولية في سكرانتون، بنسلفانيا.  بدأ العمل مع شركة نوفا سكوتيا للحديد في وابانا عام 1908 كمساح ثم مهندس مساعد. في عام 1923، عمل كمهندس في الطرق السريعة لصالح حكومة نيوفاوندلاند.  كان مسؤولاً عن بناء قاعدة بوتوود للطائرات المائية ثم كان مهندس صيانة في مطار جاندر. عمل سبنسر في محطة سلاح الجو الملكي الكندي في نورث باي، أونتاريو خلال الحرب العالمية الثانية. في عام 1945، أصبح مهندسًا ميدانيًا للسكك الحديدية الوطنية الكندية. عاد إلى نيوفاوندلاند كمدير لمطار جاندر.
ترشح سبنسر دون نجاح لمقعد سانت باربي في برلمان نيوفاوندلاند في عام 1932. وانتخب عضوا في البرلمان عام 1949. خدم 15 عاما في مجلس الوزراء الإقليمي كوزير للأشغال العامة ثم وزير المالية. اعتزل السياسة عام 1966.
حصل سبنسر على وسام التاج البلجيكي في عام 1946 لأعمال الإنقاذ بعد تحطم طائرة ركاب بلجيكية. 